# José Luis Retana Gozalo
José Luis Retana Gozalo (ur. 12 marca 1953 w Pedro Bernardo) – hiszpański duchowny katolicki, biskup Ciudad Rodrigo i Salamanki od 2022.

## Życiorys

### Prezbiterat
Święcenia kapłańskie otrzymał 29 września 1979 i został inkardynowany do diecezji Ávila. Był m.in. wychowawcą w kolegium Asunción de Nuestra Señora, rektorem seminarium duchownego, a także sekretarzem i wikariuszem biskupim.

### Episkopat
9 marca 2017 papież Franciszek mianował go biskupem ordynariuszem diecezji Plasencia. Sakry udzielił mu 24 czerwca 2017 metropolita Valladolid - kardynał Ricardo Blázquez.
15 listopada 2021 został mianowany biskupem ordynariuszem diecezji Ciudad Rodrigo i Salamanka połączonych unią in persona Episcopi. Rządy objął kanonicznie 8 (Ciudad Rodrigo) i 9 stycznia 2022 (Salamanka).